# 2249 Јамамото
2249 Јамамото (енгл. 2249 Yamamoto) је астероид главног астероидног појаса са пречником од приближно 44,71 .
Афел астероида је на удаљености од 3,467 астрономских јединица (АЈ) од Сунца, а перихел на 2,908 АЈ.
Ексцентрицитет орбите износи 0,087, инклинација (нагиб) орбите у односу на раван еклиптике 4,092 степени, а орбитални период износи 2079,204 дана (5,692 година).
Апсолутна магнитуда астероида је 11,00 а геометријски албедо 0,035.
Астероид је откривен 6. априла 1942. године.